# Народная партия (Турецкая Республика Северного Кипра)
Народная партия (НП; тур. Halkın Partisi, HP) ― центристская политическая партия на Северном Кипре, основанная 6 января 2016 года.

## Описание

### Формирование партии
Народная партия Турецкой Республики Северного Кипра была основана 51 членом-основателем под руководством Кудрета Озерсая. 6 января 2015 года Кудрет Озерсай вместе со своими соратниками подал заявление об образовании партии в Министерство внутренних дел ТРСК. Торговая палата Северного Кипра выпустила пресс-релиз, в котором объявила о формировании партии. Кудрет Озерсай и Толга Атакан были избраны лидером партии и её генеральным секретарём, соответственно, на первом партийном собрании, состоявшемся 8 января того же года. 

### Структура и программа партии
В качестве своей политической программы партия заявляет необходимость коренного перелома старой политической системы страны, поражённой коррупцией. Лидер партии ― Кудрет Озерсай, генеральный секретарь ― Толга Атакан. Политическое объединение впервые получило представительство в Ассамблее Северного Кипра по итогам выборов 2018 года. 
Народная партия Турецкой Республики Северного Кипра имеет значительные структурные отличия по сравнению с другими политическими партиями на Северном Кипре. У НП нет женских или молодёжных отделений: вместо этих традиционных объединений НП декларируют стремление к прямой интеграции женщин и молодёжи в управление всей партией. У Народной партии также нет развитой структуры делегаций, которые представляют местные отделения партии, и нет глав местных отделений. В Народную партию запрещено вступать членам парламента, которые во время своей политической карьеры меняли свою партийную принадлежность, а также тем лицам, которые были лидерами или генеральными секретарями какой-либо другой партии. НП утверждает, что проблемы Северного Кипра связаны не с идеологией, а с её перерождением, с которым она сталкивается в процессе непосредственной реализации идей. НП осуществляет свою деятельность на основе двух заявленных принципов: надлежащего управления, которое подразумевает помимо прочего искоренение партийной пристрастности и коррупции и обеспечение максимальной прозрачности политического процесса, а также стремление к социальной справедливости, когда государство будет максимально возможными средствами поддерживать незащищённые слои населения. 

## Результаты выборов
| выборы | Голосов | Голосов | Голосов |
| выборы | #       | %       | Место   |
| ------ | ------- | ------- | ------- |
| 2018   | 915666  | 17,1    | третье  |